# Íbex d'Etiòpia
L'íbex d'Etiòpia (Capra walie) és una espècie del gènere Capra. Anteriorment se'l considerava una subespècie de la cabra dels Alps, però actualment se'l considera sovint una espècie pròpia.
És l'únic caprí de l'Àfrica subsahariana, on s'ha pogut mantenir gràcies al clima temperat de les muntanyes i altiplans etíops. Tanmateix, es troba amenaçat d'extinció, amb una població que no supera els 500 exemplars, pressionat per la caça furtiva i l'agriculturització del seu hàbitat.